# Спів пістолетів (фільм)
«Спів пістолетів» (англ. «Singing Guns») — американський вестерн 1950 року режисера Р.Г. Спрінґстіна. У головних ролях — Вон Монро та Елла Рейнес.

## Сюжет
Ріаннон — грабіжник поза законом. Він займається тим, що цупить золото з поштових диліжансів.  Новий шеріф підстрелив його та відвіз до лікаря. Той перев'язав Ріаннона і представив його шеріфу як людину, що врятувала йому життя. Прекрасна Нен наступного дня звертається до Ріаннона по допомогу. Згодом він рятує життя кількох шахтарів. Чи не вирішив він виправитися?

## У ролях
- Вон Монро — Ріаннон/Джон Ґвін
- Елла Рейнес — Нен Морган
- Волтер Бреннан — доктор Джонатан Марк
- Ворд Бонд — шеріф Джим
- Джефф Корі — Річардс
- Баррі Келлі — Майк Мерфі
- Гаррі Шеннон — суддя Воллер
- Ральф Данн — мандрівник
- Біллі Ґрей — Альберт